# Antylopa indyjska
Antylopa indyjska, dawniej: garna (Antilope cervicapra) – gatunek ssaka z rodziny wołowatych, jedyny przedstawiciel rodzaju antylopa (Antilope). Gatunek dawniej bardzo liczny. Czerwona księga gatunków zagrożonych Międzynarodowej Unii Ochrony Przyrody (IUCN) zalicza gatunek do grupy gatunków najmniejszej troski (least concern – LC).

## Nazwa „antylopa”
W polskiej literaturze zoologicznej nazwa „antylopa” była w przeszłości używana jako pierwszy człon szeregu nazw zwierząt parzystokopytnych: antylopa karłowata (Neotragus pygmaeus) – obecnie antylopka karłowata, antylopa końska (Hippotragus equinus) – obecnie antylopowiec koński, antylopa modra (†Hippotragus leucophaeus) – obecnie antylopowiec modry, antylopa sarnia (Pelea capreolus) – obecnie pelea sarnia, czy antylopa szabloroga (Hippotragus niger) – obecnie
antylopowiec szablorogi). Publikacje encyklopedyczne określały mianem antylopa nieokreślone „zwierzęta roślinożerne, zamieszkujące stepy i sawanny Afryki i Azji”, czy zwierzęta „należące do gatunku przeżuwaczy pustorogich, jak suhak, kozica, gnu i niektóre inne”. Nazwa nie określała więc konkretnego zwierzęcia.
W wydanej w 2015 roku przez Muzeum i Instytut Zoologii Polskiej Akademii Nauk publikacji „Polskie nazewnictwo ssaków świata” autorzy zaproponowali wprowadzenie polskiej wersji binominalnego nazewnictwa wernakularnego ssaków i przypisali nazwę „antylopa” wyłącznie dla zwierząt z rodzaju Antilope, a w konsekwencji dla jedynego członka tego rodzaju, czyli Antilope cervicapra przyjęto nazwę antylopa indyjska.

## Charakterystyka
Ciało samców ma barwę brunatną lub czarną, samice są żółtobrązowe. Brzuch u obu płci jest biały. Samce garny posiadają długie, skręcone rogi.
- Długość: do 100-150 cm
- Wzrost: 60-85 cm
- Waga: 25-35 kg
- Długość życia: do 13 lat
- Długość ciąży: 5-6 miesięcy
- Liczba młodych: 1

## Występowanie
Rodzimie występuje na terenie Indii oraz Pakistanu. Preferuje tereny leśne oraz półpustynie. Został introdukowany w Argentynie i Teksasie, gdzie jego obecną liczebność ocenia się na wyższą niż w obszarze naturalnego występowania.

## Tryb życia
Żyje w stadach, które zwykle liczą od 5 do 50 osobników. W ich składzie zawsze jest tylko jeden samiec. Jest roślinożercą, żywi się głównie trawą oraz zbożami. Jest aktywny wczesnym rankiem oraz późnym popołudniem. 

## Podgatunki
Wyróżniono dwa podgatunki antylopy indyjskiej:
- A. cervicapra cervicapra
- A. cervicapra rajputanae

## Wykorzystanie
Z połączonych rogów wykonywano broń kolną zwaną madu, tradycyjne uzbrojenie indyjskich fakirów